# Jonathan Dayton e Valerie Faris

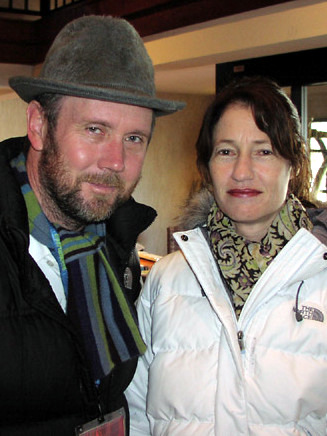
Jonathan Dayton e Valerie Faris nel 2006

(Valerie Faris, The New York Times)
I coniugi Jonathan Dayton (Alameda County, 7 luglio 1957) e  Valerie Faris (Los Angeles, 20 ottobre 1958) sono una coppia di registi statunitensi.

## Biografia
Marito e moglie, Jonathan Dayton e Valerie Faris hanno vinto vari premi per la regia di video musicali e recentemente si sono dedicati alla regia cinematografica. Il loro primo lungometraggio, Little Miss Sunshine, ha vinto il primo premio al concorso internazionale di cinema al festival di Sydney nel 2006, ed è stato accolto con ovazioni al Sundance Film Festival. Jonathan, dopo essersi diplomato all'Ygnacio Valley High School a Concord, California, si è laureato all'UCLA Film School, studiando film e televisione alla fine degli anni settanta. Lì ha conosciuto Valerie Faris, una studentessa di danza, che è diventata successivamente sua moglie e sua collaboratrice artistica. Insieme hanno portato a termine un impressionante numero di lavori, tra video musicali, documentari, pubblicità e cortometraggi. Alcuni dei loro lavori sono stati prodotti direttamente dalla casa di produzione da loro fondata nel 1998, la Bob Industries.
Sono conosciuti a livello internazionale per il superbo lavoro nella produzione di video musicali. Produzioni per band quali Oasis, Red Hot Chili Peppers, Beastie Boys, R.E.M., Smashing Pumpkins hanno permesso loro di conquistare 6 MTV Video Music Awards per video come Tonight Tonight (Smashing Pumpkins) e altri nell'innumerevole lista di band che hanno voluto collaborare con loro. Attraverso la Bob Industries Production, Jonathan e Valerie hanno diretto pubblicità per compagnie quali VW, Sony PlayStation 2, GAP, Target, Ikea, Apple, and ESPN. Nonostante il loro intensivo lavoro profuso nella produzione di video musicali e film, hanno prodotto uno show televisivo per la HBO chiamato Mr. Show with Bob & David. Nel 2012 dirigono la commedia sentimentale Ruby Sparks, basata su una sceneggiatura di Zoe Kazan, anche interprete del film al fianco di Paul Dano.

## Filmografia

### Registi

#### Cinema
- Little Miss Sunshine (2006)
- Ruby Sparks (2012)
- La battaglia dei sessi (Battle of the Sexes) (2017)

#### Televisione
- Living with Yourself – serie TV, 8 episodi (2019-in corso)
- Fleishman a pezzi (Fleishman Is in Trouble) – miniserie TV, 3 puntate (2022)

### Produttori

#### Cinema
- The Decline of Western Civilization II: The Metal Years (1988)
- Gift (Jane's Addiction) (1993)

#### Televisione
- Living with Yourself – serie TV, 8 episodi (2019-in corso)
- Fleishman a pezzi (Fleishman Is in Trouble) – miniserie TV, 4 puntate (2022)

## Videografia

### Registi
- Wolves Lower, R.E.M. (1982)
- Blue Kiss (Version 2), Jane Wiedlin (1986)
- Shadrach, Beastie Boys (1989)
- Been Caught Stealing, Jane's Addiction (1990)
- Outshined, Soundgarden (1991)
- More Than Words, Extreme (1991)
- Hole Hearted, Extreme (1991)
- Weight Of The World, Ringo Starr (1992)
- Pets, Porno for Pyros (1993)
- Rocket, The Smashing Pumpkins (1994)
- Gun, Soundgarden (1994)
- I Don't Want to Grow Up, Ramones (1995)[1]
- Tongue, R.E.M. (1995)
- Star 69, R.E.M. (1995)
- The Good Life, Weezer (1996)
- Tonight, Tonight, The Smashing Pumpkins (1996)
- 1979, The Smashing Pumpkins (1996)
- Spider-Man, Ramones (1996)[2]
- All Around the World, Oasis (1997)
- The End Is the Beginning Is the End, The Smashing Pumpkins (1997; codiretto con Joel Schumacher)
- Perfect, The Smashing Pumpkins (1998)
- She Will Have Her Way, Neil Finn (1998)
- Go Deep, Janet Jackson (1998)
- Barbarella, Scott Weiland (1998)
- She's Got Issues, The Offspring (1999)[3]
- Freak On A Leash, Korn (1999; codiretto con Todd McFarlane e Graham Morris)
- Road Trippin', Red Hot Chili Peppers (2000)
- Californication, Red Hot Chili Peppers (2000)
- Otherside, Red Hot Chili Peppers (2000)
- Sexual Revolution, Macy Gray (2001)
- Side, Travis (2001)
- Sing, Travis (2001)
- When Your Eyes Say It, Britney Spears (2001)
- The Zephyr Song, Red Hot Chili Peppers (2002)
- By The Way, Red Hot Chili Peppers (2002)
- Tell Me Baby, Red Hot Chili Peppers (2006)

### Produttori esecutivi
- 33, The Smashing Pumpkins (1996)
- The New Pollution, Beck (1997)

### Produttori
- In My Darkest Hour, Megadeth (1988)
- Hole Hearted, Extreme (1991)
- More Than Words, Extreme (1991)

## Pubblicità
- Apple
- BGI/iShares
- Chevrolet
- Diet Mountain Dew
- Energizer Holdings
- ESPN
- GAP
- HP Fender
- IKEA
- MasterCard
- Mercedes
- Miller Lite
- Mitsubishi
- Mountain Dew
- Moviefone
- Old Navy
- Outpost.com
- PlayStation
- Powerade
- Priceline.com
- Puma
- Snapple
- Sun Microsystems
- Target
- Toyota Nascar
- Truth Behind the Curtain
- Volkswagen

## Progetti
- The Check Up - Short Film for VW/Arnold
- "Janet", Documentary - Virgin (Regia)
- REM Tour Film "Green" - C-Hundred Films (Produzione)
- Jane's Addiction Concert Clip - Warner(Produzione e regia)
- Counting Crows Rocumentary - Geffen (Produzione e regia)
- Interview for "Sting Unplugged" - Polydor (Produzione e regia)
- Joe Satriani Documentary - G3 (Produzione e regia)
- "The Jim Rose Circus Sideshow" - In House (Produzione e regia)
- Janet Jackson's 1814:Rhythm Nation - A&M Records (Produzione e regia)
- Rough Cut (starring R.E.M.) - Documentario

## Premi e riconoscimenti
- Directors Guild of America – nomina per Little Miss Sunshine (Riconoscimento eccezionale alla regia)
- BAFTA – nomina per Little Miss Sunshine (David Lean Award, miglior regia)
- Independent Spirit Awards – nomina per Little Miss Sunshine (miglior regia)
- ANDY Award – Sony PlayStation "Gravity Bomb" (Advertising Club of New York)
- Sony PlayStation – "Gravity Bomb" (Clio Award)
- Sony PlayStation: "Gravity Bomb / Tractor Beam" (2004 Winner Advertising Club of New York)
- Sony PlayStation: "Gravity Boots, Gravity Bomb, Tractor Beam" (Clio Award)
- Registi dell'anno (Billboard Music Award, 2000)
- Miglior regia, "Californication" (MTV Video Music Awards)
- 9 nomine per "Freak On A Leash" (MTV Video Music Awards)
- 4 nomine per "The End Is The Beginning Is The End" (MTV Video Music Awards)
- 5 nomine per "Californication" (MTV Video Music Awards)
- Miglior video di breve durata, "Freak On A Leash" (Grammy Awards)
- Nomina per "All Around the World" (Grammy Awards)
- Nomina per "Tonight Tonight" (Grammy Awards)
- 6 premi per "Tonight Tonight" (MTV Video Music Awards)
- Miglior video alternative rock, "1979" (MTV Video Music Awards)
- 3 Nomine per "Pets" (MTV Video Music Awards)
- Miglior video alternative rock, "Been Caught Stealing" (MTV Video Music Awards)
- Miglior video di lunga durata, "Rhythm Nation 1814" (Grammy Awards)